# Club Deportivo Juventud Real Santander
El Club Deportivo Juventud Real Santander, más conocido como Juventud Real Santander, fue un club de fútbol de Santander fundado en 1928 como Unión Juventud Cantabria. En 1946 el Unión Juventud pasó a ser filial del Racing de Santander (llamado Real Santander SD por obligación del régimen franquista), cambiando su nombre a Juventud RS.

## Unión Juventud Cantabria
El club Unión Juventud Cantabria, también llamado Unión Juventud Sport, se fundó en 1928, jugando los Campeonatos Regionales de los años 30, militando en la Primera Categoría entre las temporadas 1931-32 y 1934-35 (la Primera Categoría era la inmediatamente inferior a la Tercera División). Al estallar la Guerra Civil las competiciones de fútbol en la región sufren un parón, al igual que en todo el país.
Después de la guerra el Unión Juventud Cantabria volvió a disputar el campeonato de liga, inscrito en las categorías regionales de la Federación Cántabra de Fútbol primero y de la Federación Astur-Montañesa de Fútbol desde la temporada 1941-42. No fueron buenas temporadas, acumulando descensos (de Primera a Segunda Categoría en 1939-40, y de Segunda a Tercera Categoría en 1943-44). Sin embargo en la campaña 1945-46 logró el ascenso a Segunda Categoría, momento en el cual pasó a ser filial del Racing, cambiando su nombre por el de Juventud Real Santander, aunque sin cambiar ni de uniforme ni de sede social.

## Juventud Real Santander
El Club Deportivo Juventud Real Santander debutó con esta denominación la temporada 1946-47 en Segunda Regional, logrando el ascenso a Primera Regional a la primera. Después de tres temporadas en Primera Regional, el Juventud RS logró ascender de nuevo, alcanzando esta vez categoría nacional. Tan sólo duraría una temporada en Tercera División el filial racinguista, finalizando en la 15.ª posición (temporada 1950-51) en un grupo con equipos como el Eibar, Alavés, Burgos, Sestao, Arenas de Guecho o Real Unión de Irún. El 15.º puesto conllevaba la disputa de la promoción de permanencia en una liguilla con el 16.º clasificado (Rayo Cantabria) y con equipos de Primera Regional de Cantabria (Santoña), Guipúzcoa (Mondragón), Navarra (Peña Sport) y Vizcaya (Portugalete); el cuarto puesto logrado en la liguilla significó el descenso a Regional. Dicho descenso no sentó bien al club cántabro, y tras una campaña en Primera Regional en 1951-52, en la que logró la permanencia, el Juventud RS ya no salió a competir en 1952-53.

## Estadio
El club utilizó diversos estadios a lo largo de su historia, tanto en Santander como fuera de la ciudad. El Unión Juventud Cantabria jugó en el Campo El Disco de Santa Cruz de Bezana, con capacidad para 1500 espectadores (200 sentados) y en el Campo de Los Arenales de Maliaño (Santander), con capacidad para 2500 espectadores (500 sentados), entre otros.
El Juventud RS, como filial racinguista, disputó sus encuentros como local en los Campos de Sport de El Sardinero, con capacidad en aquella época para 21800 espectadores (4800 sentados).

## Uniforme
El Unión Juventud Cantabria (bajo esa denominación y como Unión Juventud Sport), como club independiente, utilizó los colores azul y blanco, a rayas verticales, en su uniforme. Dichos colores no cambiaron con su acuerdo de filialidad y cambio de nombre a Juventud Real Santander, manteniendo la camiseta blanquiazul con pantalón negro.

## Palmarés
- Campeonato de Cantabria de Aficionados (1): 1951.
- Campeón de Segunda Categoría (1): 1933-34.[4]

## Historial
- Temporadas en Tercera División: 1 (1950-51).
- Temporadas en Primera Regional: 9 (1931-32 a 1934-35, 1939-40, 1947-48 a 1949-50 y 1951-52).
- Mejor clasificación en Tercera División: 15.º (1950-51).
- Mayor victoria en casa (Tercera división): 7-1, al Izarra de Estella.
- Mayor victoria fuera de casa (Tercera División): 2-4, al Rayo Cantabria y 0-2, al Naval de Reinosa.
- Mayor derrota en casa (Tercera División): 1-3, por el Guecho.
- Mayor derrota fuera de casa (Tercera División): 6-0, por el Arenas de Guecho y el Guecho.